# Ecuador op de Olympische Zomerspelen 1996
Ecuador nam deel aan de Olympische Zomerspelen 1996 in Atlanta, Verenigde Staten. Het Zuid-Amerikaanse land, voor het eerst aanwezig bij de Spelen van 1924 in Parijs, won voor de eerste keer in de geschiedenis een medaille, en wel een gouden die op naam kwam van snelwandelaar Jefferson Pérez.

## Medailleoverzicht
| Sport    | Olympiër        | Discipline            | Medaille |
| -------- | --------------- | --------------------- | -------- |
| Atletiek | Jefferson Pérez | 20km snelwandelen (m) | Goud     |

## Deelnemers en resultaten per onderdeel

### Atletiek
| Olympiër        | Discipline            | Resultaat | Prestatie                 |
| --------------- | --------------------- | --------- | ------------------------- |
| Silvio Guerra   | 10000m (m)            | 21e       | serie 2: 10de in 28.30,15 |
| Rolando Vera    | marathon (m)          | 22e       | 2:17.40                   |
| Jefferson Pérez | 20km snelwandelen (m) | Goud      | 1:20.07                   |
|                 |                       |           |                           |
| Martha Tenorio  | marathon (v)          | DNF       | niet gefinisht            |

### Boksen
| Olympiër        | Discipline | Resultaat | Prestatie                               |
| --------------- | ---------- | --------- | --------------------------------------- |
| Luis Hernández  | -67kg (m)  | 17e       | 1ste ronde: V van MAR Lahsen: 9-18      |
| Thompson García | -91kg (m)  | 17e       | 1ste ronde: V van GEO Kandelaki: opgave |

### Schietsport
| Olympiër             | Discipline           | Resultaat | Prestatie                          |
| -------------------- | -------------------- | --------- | ---------------------------------- |
| Margarita de Falconí | 10m luchtpistool (v) | 39e       | kwalificatie: 39ste met 361 punten |

### Tennis
| Olympiër                       | Discipline     | Resultaat | Prestatie                                                                                          |
| ------------------------------ | -------------- | --------- | -------------------------------------------------------------------------------------------------- |
| Nicolás Lapentti               | enkelspel (m)  | 33e       | 1ste ronde: V van RUS Olchovski: 1-6, 6-3, 6-8                                                     |
| Luis Morejón                   | enkelspel (m)  | 33e       | 1ste ronde: V van URU Filippini: 7-6(3), 5-7, 1-6                                                  |
| Pablo Campana Nicolás Lapentti | dubbelspel (m) | 17e       | 1ste ronde: W van DEN Carlsen/Fetterlein: 6-4, 3-6, 6-3 2de ronde: V van CZE Novak/Vacek: 5-7, 4-6 |

### Wielersport
| Olympiër        | Discipline       | Resultaat | Prestatie      |
| Weg             | Weg              | Weg       | Weg            |
| --------------- | ---------------- | --------- | -------------- |
| Pedro Rodríguez | wegwedstrijd (m) | DNF       | niet gefinisht |
| Paulo Caicedo   | wegwedstrijd (m) | DNF       | niet gefinisht |
| Héctor Chiles   | wegwedstrijd (m) | DNF       | niet gefinisht |

### Zeilen
| Olympiër      | Discipline | Resultaat | Prestatie                                       |
| ------------- | ---------- | --------- | ----------------------------------------------- |
| Gastón Vedani | laser      | 50e       | 399 punten: (47-44-48-48-50-DNF-36-39-48-50-39) |

### Zwemmen
| Olympiër                                                       | Discipline            | Resultaat | Prestatie                  |
| -------------------------------------------------------------- | --------------------- | --------- | -------------------------- |
| Felipe Delgado                                                 | 50m vrije slag (m)    | 25e       | serie 6: 2de in 23,26      |
| Felipe Delgado                                                 | 100m vrije slag (m)   | 38e       | serie 4: 4de in 51,38      |
| Felipe Delgado                                                 | 200m vrije slag (m)   | 40e       | serie 2: 7de in 1.55,52    |
| Roberto Delgado                                                | 100m vlinderslag (m)  | 44e       | serie 3: 4de in 56,29 (NR) |
| Andrés Vasconcellos                                            | 200m vlinderslag (m)  | 9e        | serie 2: 7de in 2.05,987   |
| Julio Santos Felipe Delgado Roberto Delgado Javier Santos      | 4x100m vrije slag (m) | 15e       | serie 2: 6de in 3.27,77    |
| Julio Santos Andrés Vasconcellos Roberto Delgado Javier Santos | 4x200m vrije slag (m) | 16e       | serie 2: 6de in 7.54,37    |

Afghanistan · Albanië · Algerije · Amerikaanse Maagdeneilanden · Amerikaans-Samoa · Andorra · Angola · Antigua‑Barbuda · Argentinië · Armenië · Aruba · Australië · Azerbeidzjan · Bahama's · Bahrein · Bangladesh · Barbados · België · Belize · Benin · Bermuda · Bhutan · Bolivia · Bosnië en Herzegovina · Botswana · Brazilië · Britse Maagdeneilanden · Brunei · Bulgarije · Burkina Faso · Burundi · Cambodja · Canada · Centraal-Afrikaanse Republiek · Chili · China · Chinees Taipei · Colombia · Comoren · Congo-Brazzaville · Cookeilanden · Costa Rica · Cuba · Cyprus · Denemarken · Djibouti · Dominica · Dominicaanse Republiek · Duitsland · Ecuador · Egypte · El Salvador · Equatoriaal-Guinea · Estland · Ethiopië · Fiji · Filipijnen · Finland · Frankrijk · Gabon · Gambia · Georgië · Ghana · Grenada · Griekenland · Groot-Brittannië · Guam · Guatemala · Guinee · Guinee-Bissau · Guyana · Haïti · Honduras · Hongarije · Hongkong · Ierland · IJsland · India · Indonesië · Irak · Iran · Israël · Italië · Ivoorkust · Jamaica · Japan · Jemen · Joegoslavië · Jordanië · Kaaimaneilanden · Kaapverdië · Kameroen · Kazachstan · Kenia · Kirgizië · Koeweit · Kroatië · Laos · Lesotho · Letland · Libanon · Liberia · Libië · Liechtenstein · Litouwen · Luxemburg ·  Macedonië · Madagaskar · Malawi · Malediven · Maleisië · Mali · Malta · Marokko · Mauritanië · Mauritius · Mexico · Moldavië · Monaco · Mongolië · Mozambique · Myanmar · Namibië · Nauru · Nederland · Nederlandse Antillen · Nepal · Nicaragua · Nieuw-Zeeland · Niger · Nigeria · Noord-Korea · Noorwegen · Oeganda · Oekraïne · Oezbekistan · Oman · Oostenrijk · Pakistan · Palestina · Panama · Papoea-Nieuw-Guinea · Paraguay · Peru · Polen · Portugal · Puerto Rico · Qatar · Roemenië · Rusland · Rwanda · Saint Kitts en Nevis · Saint Lucia · Saint Vincent en Grenadines · Salomonseilanden · Samoa · San Marino · Sao Tomé en Principe · Saoedi-Arabië · Senegal · Seychellen · Sierra Leone · Singapore · Slovenië · Slowakije · Soedan · Somalië · Spanje · Sri Lanka · Suriname · Swaziland · Syrië · Tadzjikistan · Tanzania · Thailand · Togo · Tonga · Trinidad en Tobago · Tsjaad · Tsjechië · Tunesië · Turkije · Turkmenistan · Uruguay · Vanuatu · Venezuela · Verenigde Arabische Emiraten · Verenigde Staten · Vietnam · Wit-Rusland · Zaïre · Zambia · Zimbabwe · Zuid-Afrika · Zuid-Korea · Zweden · Zwitserland